# João Pedro Stédile
João Pedro Stedile (Lagoa Vermelha, 25 de dezembro de 1953) é um economista e ativista social brasileiro. É graduado em economia pela Pontifícia Universidade Católica do Rio Grande do Sul e pós-graduado pela Universidade Nacional Autônoma do México. Atua na causa da Reforma Agrária, Agroecologia e das causas populares. É irmão do político José Luiz Stédile.

## Biografia
Descendente de camponeses imigrantes da província de Trento, que se estabeleceram no município de Antônio Prado no Rio Grande do Sul. Realizou os estudos do primeiro e segundo graus no interior do Estado e foi para Porto Alegre cursar economia na PUC do Rio Grande do Sul, enquanto conciliava os estudos com o trabalhoQuando cursava o terceiro ano de economia foi aprovado em concurso público para a Secretária de Agricultura. Desde a juventude atuou na organização de trabalhadores rurais no Rio Grande do Sul. Ainda sob a Ditadura Militar, atuou nos sindicatos no meio rural e se aproximou da Comissão Pastoral da Terra (CPT), que se estabelecera no Rio Grande do Sul em 1978. Auxiliou a mobilização de trabalhadores sem terra na luta pela Reforma Agrária. Em 1984, participou da fundação do Movimento dos Trabalhadores Rurais Sem Terra (MST) onde atua até hoje.
Atualmente é membro do coletivo da coordenação nacional do Movimento dos Trabalhadores Rurais Sem Terra (MST) e contribui com diversas articulações internacionais de movimentos sociais, como a Via Campesina, a Assembleia Internacional dos Povos (AIP) e ALBA Movimentos. Também participa do Encontro dos Movimentos Populares com o Papa Francisco.

### Títulos

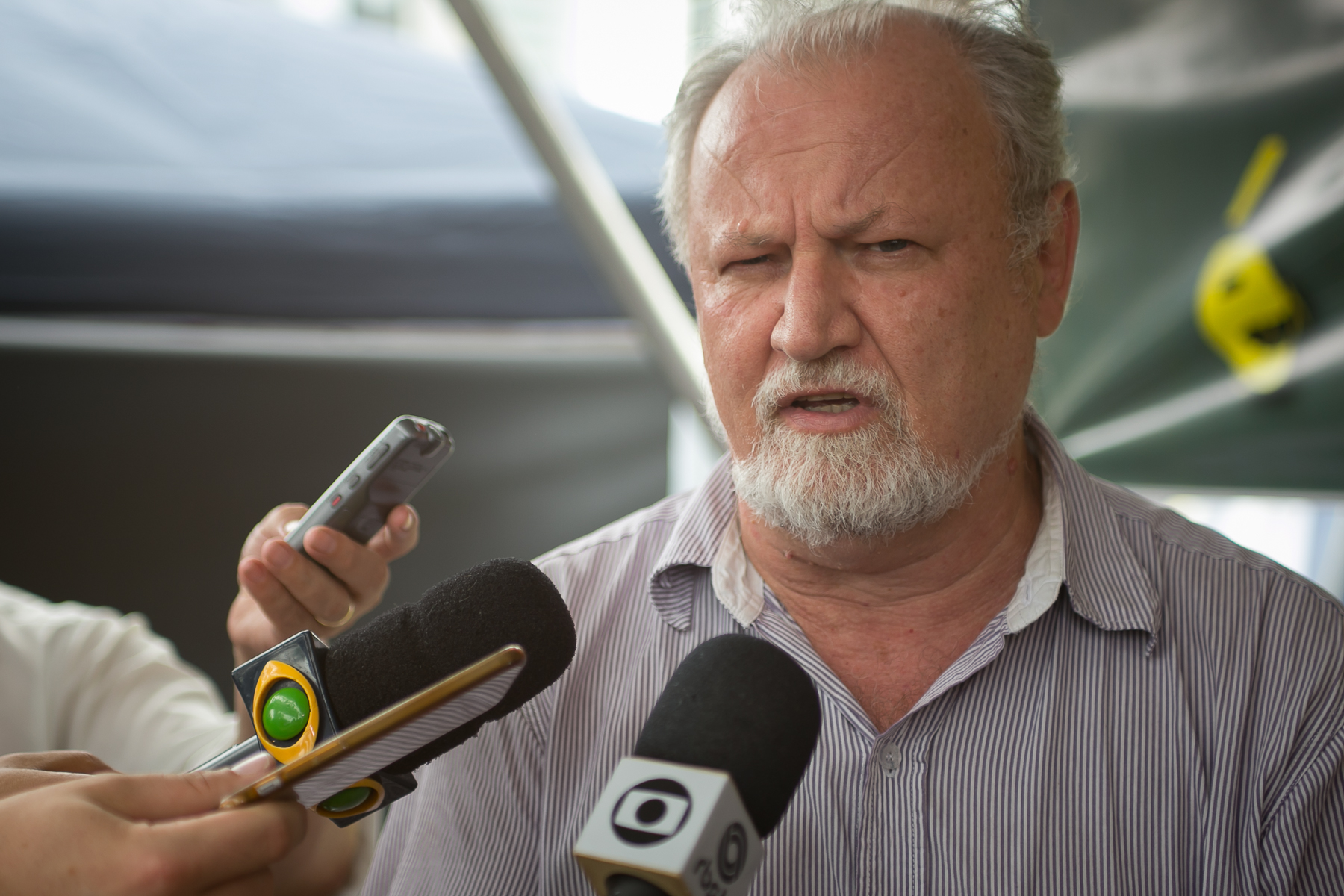
Stedile durante coletiva de imprensa em 2018.

Recebeu a Medalha Mérito Legislativo, concedida a personalidades brasileiras ou estrangeiras que realizaram ou realizam serviço de relevância para a sociedade. A indicação partiu do deputado federal Brizola Neto (PDT/RJ), líder da bancada do seu partido na Câmara, como uma forma de trazer a reflexão à luta pela terra e o uso que vem sendo feito dela. Para Brizola Neto, a indicação é uma homenagem mais do que merecida. "A medalha será um símbolo para o Congresso Nacional, que tomou essa iniciativa, mesmo com alguns tentando criminalizar as ações do movimento.". Ele diz ainda que a contribuição que Stédile deu ao país é a luta que vem travando nesses anos todos pela terra.
Em 2015, foi homenageado com a Medalha da Inconfidência, mais alta comenda concedida pelo Governo de Minas Gerais.
Em 2018, recebeu da Assembleia Legislativa do Estado de São Paulo, o Prêmio Santo Dias de Direitos Humanos.